# Ernst Ferber

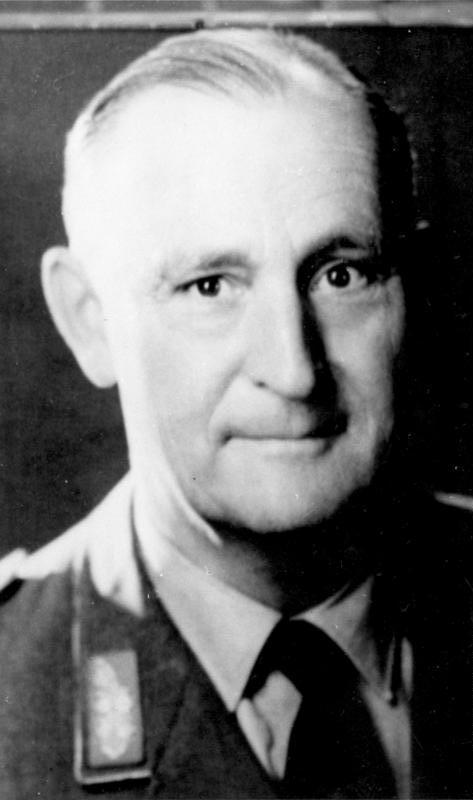
Ernst Ferber (1964)

Ernst Joseph Friedrich Ferber (* 27. September 1914 in Wiesbaden; † 31. Dezember 1998 in München) war ein General des Heeres der Bundeswehr. Er war von 1971 bis 1973 Inspekteur des Heeres und von 1973 bis 1975 Oberbefehlshaber der Allied Forces Central Europe der NATO.

## Leben
Ferber wurde als Sohn von Ernst Ferber sen., eines königlich-preußischen Majors, dessen Herkunft teils aus dem bayrischen Schwaben und mehrerer europäischer Länder zurückzuführen ist, geboren, wuchs in München auf und besuchte ab 1924 das Maximiliansgymnasium München. Hier legte er im März 1933 das Abitur mit Auszeichnung ab, unter anderem mit Richard Jaeger. Wie sein Großvater und sein Vater wollte auch er den Soldatenberuf ergreifen.

### Ausbildung in der Reichswehr und Dienst in der Wehrmacht
1933 trat Ferber als Offizieranwärter in den Dienst des Infanterieregiments 19 der Reichswehr und diente in diesem bis 1939. In die Wehrmacht übernommen, nahm er als Kompaniechef am Überfall auf Polen teil, der den Zweiten Weltkrieg einleitete. Nach diesem Feldzug wurde er als Erster Ordonnanzoffizier (O1) in den Stab des XXVII. Armeekorps unter dem General der Infanterie Alfred Wäger versetzt und nahm mit dem Korps 1940 am Westfeldzug teil.
Nach der Beförderung zum Hauptmann absolvierte Ferber 1942 die verkürzte Generalstabsausbildung im 5. Generalstabslehrgang an der Kriegsakademie in Berlin. Anschließend wurde er als Zweiter Generalstabsoffizier (Ib) zur 134. Infanterie-Division unter dem Kommando des Generals der Gebirgstruppe Hans Schlemmer versetzt und machte dort im Rahmen des Russlandfeldzuges den Vormarsch auf die Belarussische Sowjetrepublik mit. Danach war er kurz Bataillonskommandeur und wurde dann als Id in den Generalstab der 2. Panzerarmee unter Generaloberst Rudolf Schmidt versetzt.
Mit der Beförderung zum Major übernahm Ferber im Februar 1943 in der Organisationsabteilung des Oberkommandos des Heeres die Aufgaben von Hauptmann Ulrich de Maizière, dem späteren Generalinspekteur der Bundeswehr, und war damit zuständig für Gliederung, Aufstellung und Auffrischung der Feldheerdivisionen. Nachdem er zusätzlich die Personalersatzplanung des Feldheeres für Unteroffiziere und Mannschaften übernommen hatte, wurde Ferber im Sommer 1944 Gruppenleiter in dieser Organisationsabteilung. Am 20. April 1945, kurz vor der deutschen Kapitulation, wurde Ferber noch zum Oberstleutnant im Generalstab (i. G.) befördert.

### Kriegsgefangenschaft und Organisation Gehlen
Bei Kriegsende geriet Ferber im Mai 1945 in US-amerikanische Kriegsgefangenschaft, wurde jedoch im September 1945 bereits wieder freigelassen. Von Oktober bis Dezember 1945 war er Hilfsarbeiter in der Maschinenfabrik Hurth in München und von Januar 1946 bis Oktober 1946 Angestellter der Textilfabrik Carl Groß in München. Von Januar 1946 bis April 1951 war er Angehöriger der Organisation Gehlen, dem Vorgänger des Bundesnachrichtendienstes (BND), und dort Leiter einer Außenstelle („Filialleiter“). Parallel studierte er 1948/49 für zwei Semester Nationalökonomie und Rechtswissenschaft an der Ludwig-Maximilians-Universität München und war von August 1947 bis Mai 1950 auch Angestellter der Nitritfabrik AG in München.

### Beteiligung am Wiederaufbau der deutschen Streitkräfte
Aufgrund seiner Erfahrungen im Oberkommando des Heeres, wurde Ferber im April 1951 als Personalreferent ins Amt Blank, dem Vorläufer des Bundesministeriums der Verteidigung (BMVg), berufen. Von 1951 bis 1954 leitete er im militärischen Teil der deutschen Delegation für eine Europäische Verteidigungsgemeinschaft (EVG) in Paris unter der Führung von Ulrich de Maizière die Gruppe für Grundsatzfragen des militärischen Personalwesens und der Inneren Führung. Nach dem Scheitern der EVG-Verträge 1954, aufgrund der Nichtratifizierung der Verträge durch Frankreich, trat die Bundesrepublik im Mai 1955 der NATO bei. Zurück in Bonn übernahm Ferber die Planung für das Spitzenpersonal im zukünftigen BMVg.
Nach der Gründung der Bundeswehr wurde Ferber am 1. November 1955 als Oberst in ein Wehrdienstverhältnis berufen und leitete bis Oktober 1957 die Unterabteilung für personelle Grundsatzfragen in der Abteilung Personal im BMVg.
Nach der Absolvierung des 13. Lehrgangs am NATO Defence College in Paris wurde er nach Schwanewede versetzt und übernahm dort am 30. Oktober 1958 das Kommando der – sich in Aufstellung befindlichen – Panzergrenadierbrigade 32 (anfangs als Panzerkampfgruppe B 3 bezeichnet). Anschließend wurde Ferber nach Köln versetzt und diente im dortigen Truppenamt von 1961 bis zum 30. September 1962 als Chef des Stabes und Stellvertreter von Generalleutnant Hellmuth Mäder. In dieser Verwendung wurde er auch zum Brigadegeneral ernannt. Vom 1. Oktober 1962 bis Ende Februar 1964 leitete er zuerst die Unterabteilung II (Militärisches Nachrichtenwesen) im Führungsstab der Streitkräfte, welche auch für die Kontrolle des Militärischen Abschirmdienstes (MAD) verantwortlich war. Anschließend übernahm er die Unterabteilung III und befasste sich mit Fragen der Operationsplanung und Militärpolitik. Nach der Ernennung zum Generalmajor führte Ferber seit dem 1. August 1964 das Verbindungsbüro zwischen der Standing Group und dem permanenten NATO-Militärausschuss in Washington, D.C. Drei Jahre später, im Februar 1967, kehrte Ferber nach Deutschland zurück und übernahm dort vom 5. April 1967 bis zum 9. Januar 1970 das Kommando über die 2. Panzergrenadierdivision in Marburg.

### Inspekteur des Heeres und NATO-Verwendung

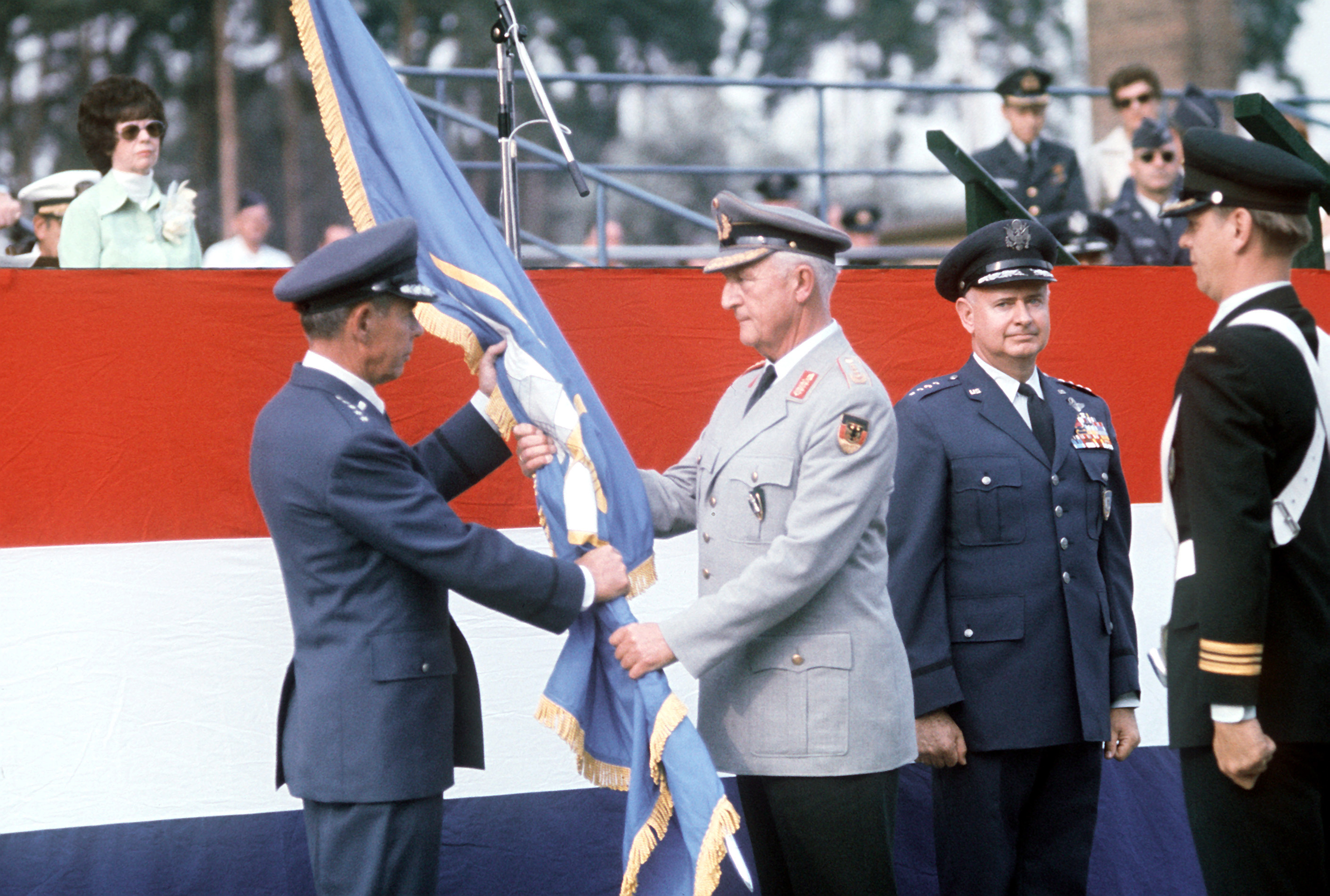
Ernst Ferber (rechts an der Flagge) bei einer Kommandoübergabe 1975.

Nach kritischen Äußerungen zum inneren Zustand der Bundeswehr 1969 an der Führungsakademie der Bundeswehr in Hamburg und der Mitarbeit an der 1969 bekanntgewordenen Schnez-Studie, die das Konzept der Inneren Führung kritisierte, wurde der stellvertretende Inspekteur des Heeres Hellmut Grashey am 1. Januar 1970 auf Weisung des Bundesverteidigungsministers Helmut Schmidt durch Ferber abgelöst. In dieser Verwendung wurde er im Juli 1970 zum Generalleutnant befördert und folgte seinem Vorgesetzten, dem ebenfalls aufgrund der nach ihm benannten Studie unter Druck geratenen Albert Schnez, am 1. Oktober 1971 als Inspekteur des Heeres nach.
In seine Amtszeit als Heeresinspekteur fielen die Veränderungen, aufgrund der Verkürzung des Wehrdienstes von 18 auf 15 Monate (1. Januar 1973), womit die Bundesregierung der massenhaften Wehrdienstverweigerung im Zuge der 68er-Bewegung eindämmen wollte. Da im Gegensatz zu früherer Zeit nun 75 Prozent statt 50 Prozent eine Jahrganges zur Verfügung standen, musste Organisation und Ausbildung des Heeres tiefgreifend verändert werden. Im Zuge dessen wurde die sechsmonatige Grundausbildung auf drei Monate verkürzt, was viele Truppenteile stark gemischt einerseits mit bereits ausgebildeten Soldaten und andererseits mit Rekruten hinterließ. Auf Ferber gehen auch die ersten Überlegungen zur Heeresstruktur 4 zurück, die 1980 umgesetzt wurden.
Nach nur zweijähriger Amtszeit wurde Ferber zum General ernannt und übernahm am 1. Oktober 1973 von General Jürgen Bennecke den Oberbefehl über die Allied Forces Central Europe der NATO im niederländischen Brunssum.
In diese Amtszeit fielen der Jom-Kippur-Krieg von 1973 und die türkische Besetzung Zyperns von 1974. Ferber war in seiner NATO-Verwendung vor allem darum bemüht, die Befehlsstrukturen in seinem Bereich zu straffen und die unterschiedlichen Einsatzverfahren und Waffensysteme im Bündnis einander anzugleichen. Auf Anregung der Vereinigten Staaten wurden in Ferbers Befehlsbereich schließlich die alle in Europa stationierten Luftstreitkräfte umfassende Allied Air Forces Central Europe aufgestellt.
Am 30. September 1975 übergab er seinen NATO-Posten an General Karl Schnell und wurde in den Ruhestand versetzt.

## Auszeichnungen
- August 1940: Eisernen Kreuz I. Klasse
- 1944: Kriegsverdienstkreuz II. Klasse
- 5. Februar 1969: Komturkreuz des Nationalordens der Elfenbeinküste
- 10. Februar 1969: Großkreuz des Verdienstordens Nigers
- 18. Februar 1969: Großoffizierkreuz des Verdienstordens von Tschad
- 1972: Komturkreuz des Legion of Merit der Vereinigten Staaten
- 1972: Komturkreuz des Ordens der Ehrenlegion von Frankreich
- 6. Februar 1973: Großkreuz des Ordens der Krone von Thailand
- Großes Verdienstkreuz mit Stern des Verdienstordens der Bundesrepublik Deutschland

## Privates
Ferber war mit Mette Freiin von Düring verheiratet. Nach seiner Versetzung in den Ruhestand widmete er sich der Jagd und Kunstgeschichte und war in der Deutschen Atlantischen Gesellschaft engagiert.